# Duško Tadić
Duško Tadić (* 1. Oktober 1955 in Kozarac, Jugoslawien) ist ein bosnisch-serbischer Politiker und verurteilter Kriegsverbrecher.
Duško Tadić wurde 1990 Mitglied der Serbischen Demokratischen Partei (SDS).
Duško Tadić wurde 1997 vom Internationalen Strafgerichtshof für das ehemalige Jugoslawien dafür verurteilt, während des Bosnienkrieges als Vorstandsmitglied der SDS in der mehrheitlich von Bosniaken bewohnten Stadt Kozarac und als Mitglied der paramilitärischen Kräfte, welche die regulären Einheiten des 1. Krajina-Corps beim Angriff unterstützten, aktiv an allen Phasen des Angriffs auf die Stadt teilgenommen zu haben. Die Ermordung zweier bosniakischer Polizisten in Kozarac stellt dabei das schwerste von Duško Tadić persönlich verübte Verbrechen dar. Weiter wurde Tadić die Teilnahme an Übergriffen in den Lagern, insbesondere im Lager Omarska, vorgeworfen.
Von ursprünglich ungefähr 50.000 Bosniaken und 6.000 Kroaten im Distrikt Prijedor blieben nach den Vertreibungen und Tötungen noch ungefähr 6.000 bzw. 3.000 übrig.
Nach Vollendung der ethnischen Säuberung wurde Tadić zu einem Träger politischer Verantwortung in der Stadt Kozarac. Am 15. August 1992 wählte man ihn zum Präsidenten der Lokalsektion der SDS.
Im Juni 1993 wurde er zum Militärdienst eingezogen und ins Kriegsgebiet in der Nähe von Gradačac geschickt. Von dort floh er nach nur einem Tag und führte zwei Monate ein Leben im Verborgenen, um der Einziehung zu entgehen.
Im August 1993 reiste Tadić nach Nürnberg, später nach München, wo er bis zu seiner Festnahme durch die deutsche Polizei am 12. Februar 1994 lebte. Am 24. April 1995 wurde er an den Internationalen Strafgerichtshof für das ehemalige Jugoslawien (Jugoslawien-Tribunal) in Den Haag überführt und war dort der erste Insasse der United Nations Detention Unit, der Untersuchungshaftanstalt des Gerichtshofs.
Duško Tadić wurde zu 20 Jahren Freiheitsstrafe verurteilt, die er weitgehend in Deutschland verbüßte. Aufgrund des Entscheids der Abweisung seiner Berufungsanträge vom 26. Januar 2000 konnte Tadić vor dem 27. Juli 2007 (nach Verbüßung von zwei Dritteln der Strafe) nicht entlassen werden. Am 18. Juli 2008 wurde Tadić vorzeitig freigelassen.